# پدران سفلی
پدران سفلی یک روستا در ایران است که در دهستان مود شهرستان سربیشه واقع شده‌است. پدران سفلی ۲۹ نفر جمعیت دارد.